# Relation de Schrödinger-Robertson
La relation de Schrödinger-Robertson est une généralisation de l'inégalité de Heisenberg formalisée dès 1930 par Howard Percy Robertson, puis complétée par Erwin Schrödinger.

## Énoncé
Soient deux observables A et B et les opérateurs hermitiens {\displaystyle {\hat {A}}} et {\displaystyle {\hat {B}}} correspondants. Pour un état {\displaystyle |\psi \rangle } donné, le produit des écarts types {\displaystyle \Delta {A}} et {\displaystyle \Delta {B}} vérifie :
{\displaystyle \Delta {A}\cdot \Delta {B}\geq {\sqrt {{\frac {1}{4}}\left|\left\langle \left[{\hat {A}},{\hat {B}}\right]\right\rangle _{\psi }\right|^{2}+{1 \over 4}\left|\left\langle \left\{{\hat {A}}-\langle {\hat {A}}\rangle _{\psi },{\hat {B}}-\langle {\hat {B}}\rangle _{\psi }\right\}\right\rangle _{\psi }\right|^{2}}}}
où :
- {\displaystyle \langle \,\rangle _{\psi }} désigne la moyenne sur l'état {\displaystyle |\psi \rangle } ;
- {\displaystyle [{\hat {A}},{\hat {B}}]={\hat {A}}{\hat {B}}-{\hat {B}}{\hat {A}}} désigne le commutateur de {\displaystyle {\hat {A}}} et {\displaystyle {\hat {B}}} ;
- {\displaystyle \{{\hat {A}},{\hat {B}}\}={\hat {A}}{\hat {B}}+{\hat {B}}{\hat {A}}} désigne l'anticommutateur de {\displaystyle {\hat {A}}} et {\displaystyle {\hat {B}}}.

## Applications
La relation de Schrödinger-Robertson fournit une équation d'incertitude pour tout couple d'observables ne commutant pas, notamment :
- La position et le moment d'une particule :

{\displaystyle \Delta x_{i}\Delta p_{i}\geq {\frac {\hbar }{2}}}
- L'énergie et la position d'une particule dans un potentiel unidimensionnel {\displaystyle V(x)} :

{\displaystyle \Delta E\Delta x\geq {\hbar  \over 2m}\left|\left\langle p_{x}\right\rangle \right|}
- Le nombre d'électrons d'un supraconducteur et la phase de son paramètre d'ordre de Ginzburg-Landau[1],[2] :

{\displaystyle \Delta N\Delta \phi \geq 1}